# Aerotranscargo
Aerotranscargo is een vrachtluchtvaartmaatschappij gevestigd op de Luchthaven Chișinău, Moldavië.
De maatschappij is opgericht in 2012 en voert gecharterde vrachtvluchten uit met een vloot van Boeing 747-400F-vrachtvliegtuigen. In 2020 heeft Aerotranscargo nog twee 747-400F-vliegtuigen toegevoegd, waarmee de vloot is uitgebreid tot zes.